# Twizzlers
Twizzlers é um dos doces mais populares nos Estados Unidos (antes chamado de "licorice candy"). É um produto da Y & S Candies, Inc., de Lancaster, Pensilvânia, agora uma filial da The Hershey Company.
Y & S Candies foi fundada em 1845, então conhecido como Young e Smylie, que estabeleceu a Y & S marca registrada em 1870.
Os twizzlers atualmente estão disponíveis em vários sabores como chocolate, cereja, melancia, uva, o sabor original morango, entre outros.